# 凯·伦兹
凯·伦兹（英語：Kay Lenz，1953年3月4日—），美国女演员。曾获得黄金时段艾美奖剧情类最佳女客串演员。